# Prodicus hauseri
Prodicus hauseri är en mångfotingart som beskrevs av Pius Strasser 1974. Prodicus hauseri ingår i släktet Prodicus och familjen Anthroleucosomatidae. Inga underarter finns listade i Catalogue of Life.